# Дюмустье, Пьер (художник)
Пьер Дюмустье Старший (фр. Pierre Dumonstier; 1540, Париж, Франция — 1625, Париж) — французский живописец и рисовальщик. Представитель большой художественной семьи. Один из трёх сыновей художника Жоффруа Дюмустье, умершего в 1573 году. Выдающийся мастер французского карандашного портрета второй половины XVI — начала XVII в. Ему приписывается около 65 портретных работ.

## Биография
Пьер Дюмустье, как и его братья Этьен и Косм Дюмустье, учился у отца Жоффруа Дюмустье, в 1583—1584 годах был придворным живописцем и «ординарным камердинером» (valet de chambre ordinaire) короля Генриха III, а с 1586 — художником королевы-матери Екатерины Медичи. В 1569 году вместе с братом Этьеном был направлен Екатериной Медичи в Вену, ко двору императора Максимилиана II, не только как художник, но и с важной дипломатической миссией.

## Творчество
Дюмустье испытал влияние Франсуа Клуэ и художников школы Фонтенбло. С его творчеством связан новый этап в развитии карандашного французского портрета. Братья разработали технику «трёх карандашей» (рисованием в три тона: углем, белым мелом и красной сангиной), в дальнейшем ставшей характерной для французского искусства. «Пьеру Дюмустье удалось создать изысканный ренессансный стиль карандашного рисунка, лёгким вибрирующим штрихом, передающего все нюансы пластики модели».
Значительная коллекция рисунков Пьера Дюмустье представлена в собрании Государственного Эрмитажа в Санкт-Петербурге. В этих рисунках художник стремится не только воспроизвести внешний облик модели, её характер, но и запечатлеть психологическое состояние человека. В «Портрете брата» (1569) Этьен Дюмустье представлен погружённым в раздумье. Пьер Дюмустье пытался передать изменчивость внутреннего мира, жизнь души, создаёт обаятельный и глубокий образ молодого человека своего времени. Сохранился другой Портрет Этьена (ок. 1570), на котором он представлен озабоченным, словно опечаленным. Произведения Пьера Дюмустье отличаются разнообразием запечатлённых характеров, душевных состояний, отношения к жизни: настороженность сквозит во взгляде герцога Алансонского (ок. 1572, Национальная библиотека, Париж); недоверчивость, скрытность, коварство угадываются в лице герцогини де Жуайез (ок. 1576, Британский музей, Лондон); сильный деятельный характер раскрыт в облике начальника испанского гарнизона в Париже (ок. 1593, Эрмитаж). Сложный, исполненный противоречий образ человека предстаёт на «Портрете неизвестного» (ок. 1570, Эрмитаж).
Племянником Пьера Дюмустье был художник Даниель Дюмустье. Пьер Дюмустье оказал значительное влияние на формирование творческой манеры Франсуа Кенеля.

## Галерея

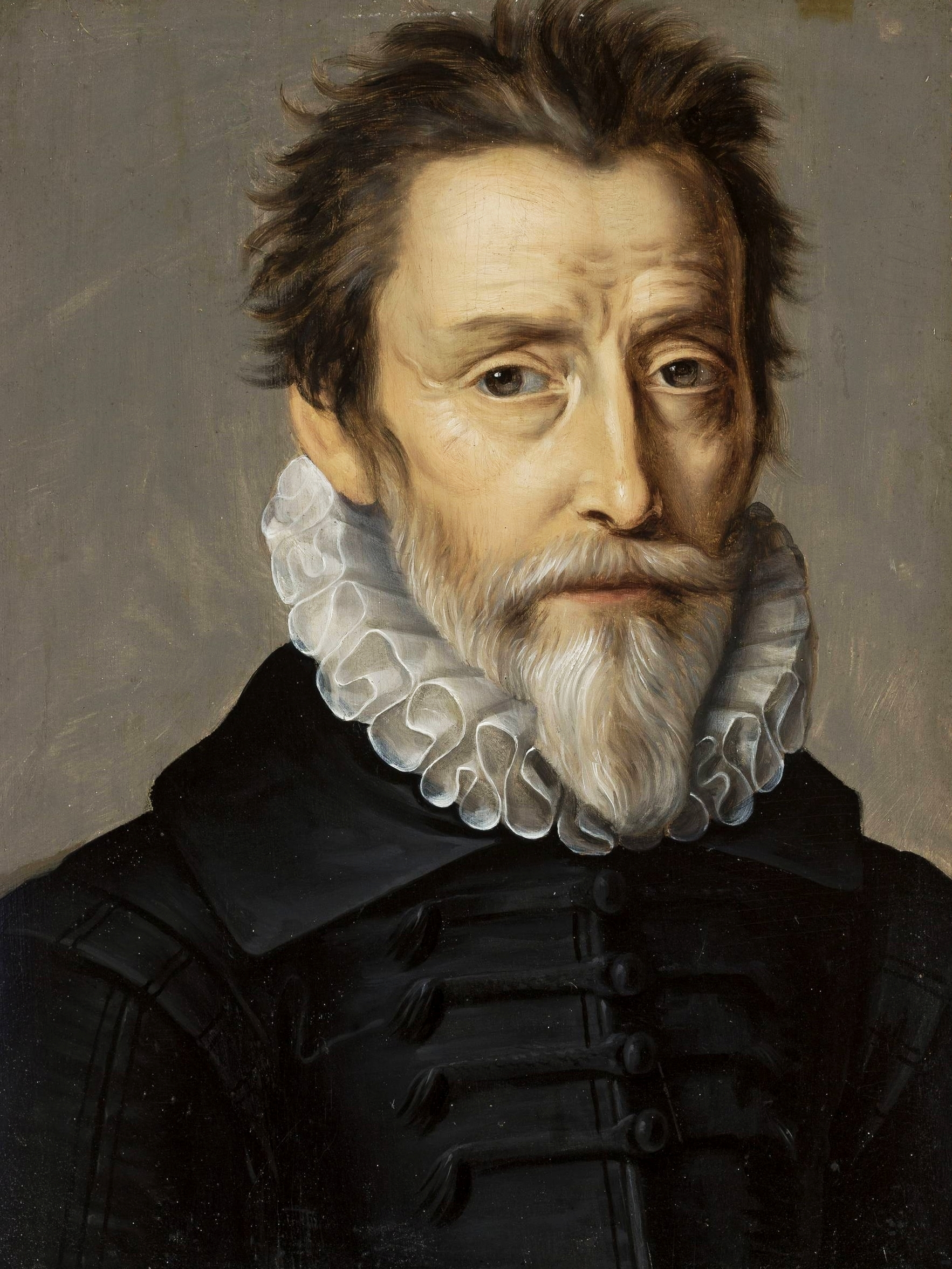
Никола де Нёвиль. 1590-е. Холст, масло. Национальный музей, Варшава
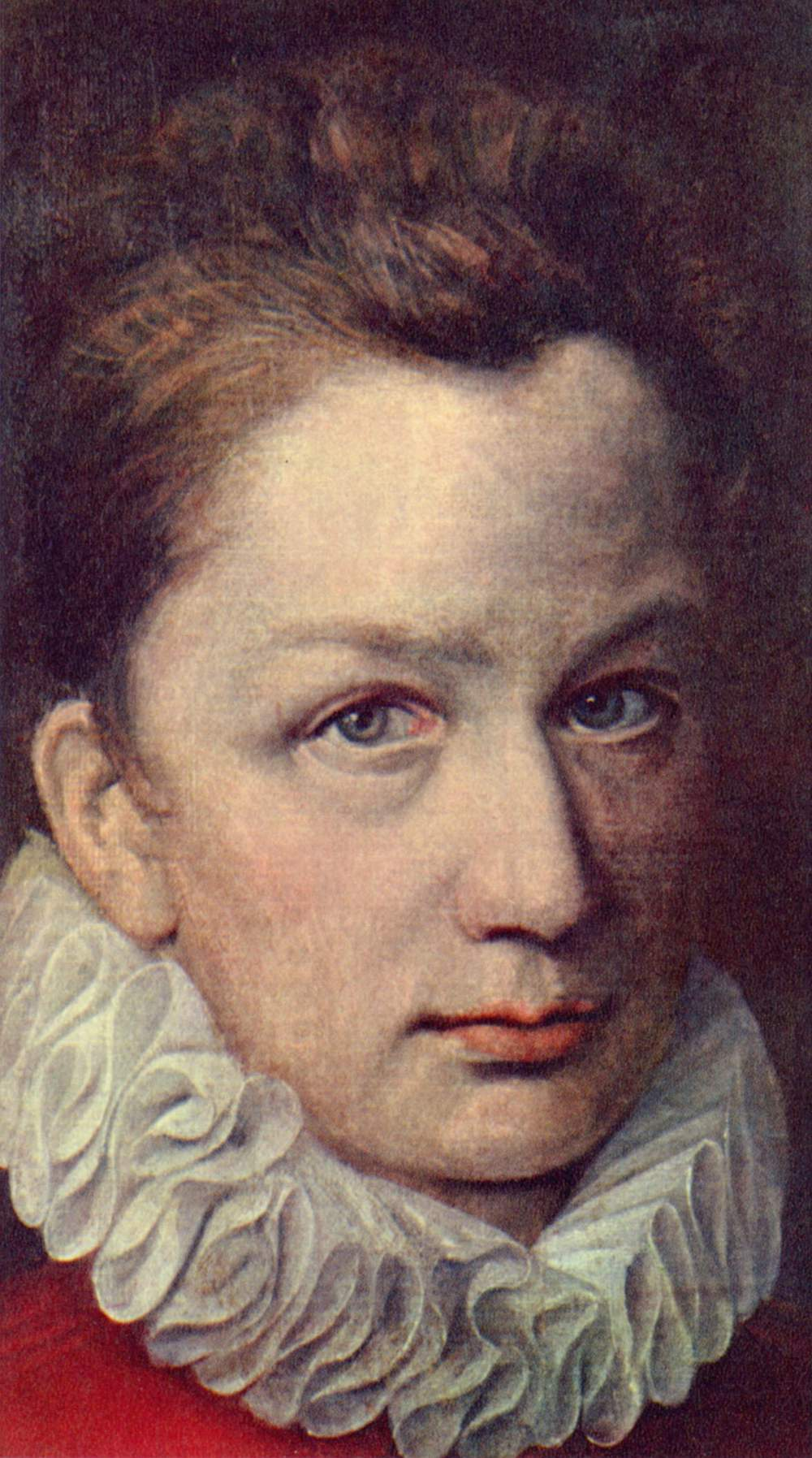
Портрет юноши. Между 1570 и 1575. Холст, масло. Государственный Эрмитаж, Санкт-Петербург
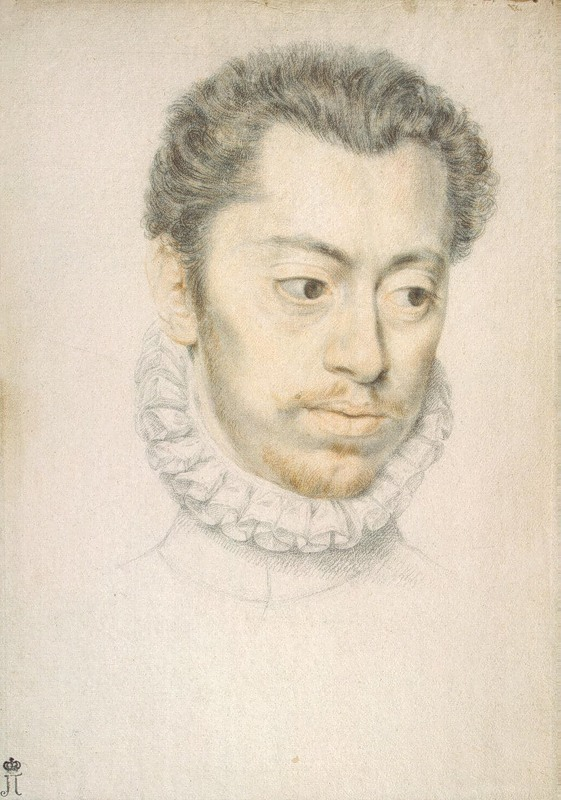
Портрет Этьена Дюмустье. Бумага, итальянский карандаш, сангина. Государственный Эрмитаж, Санкт-Петербург
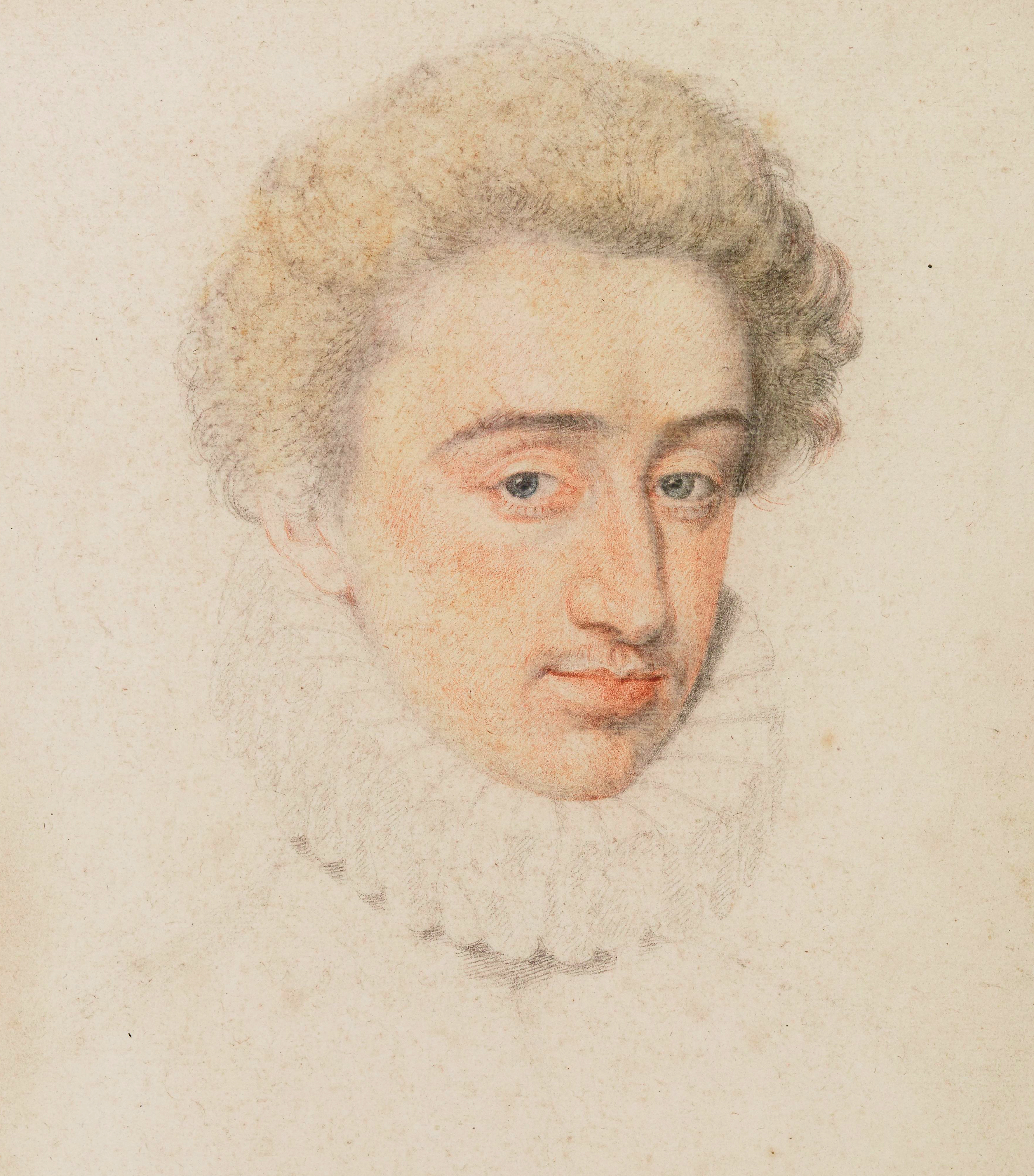
Генрих Наваррский. 1568. Бумага, уголь, сангина, пастель. Национальная библиотека Франции, Париж
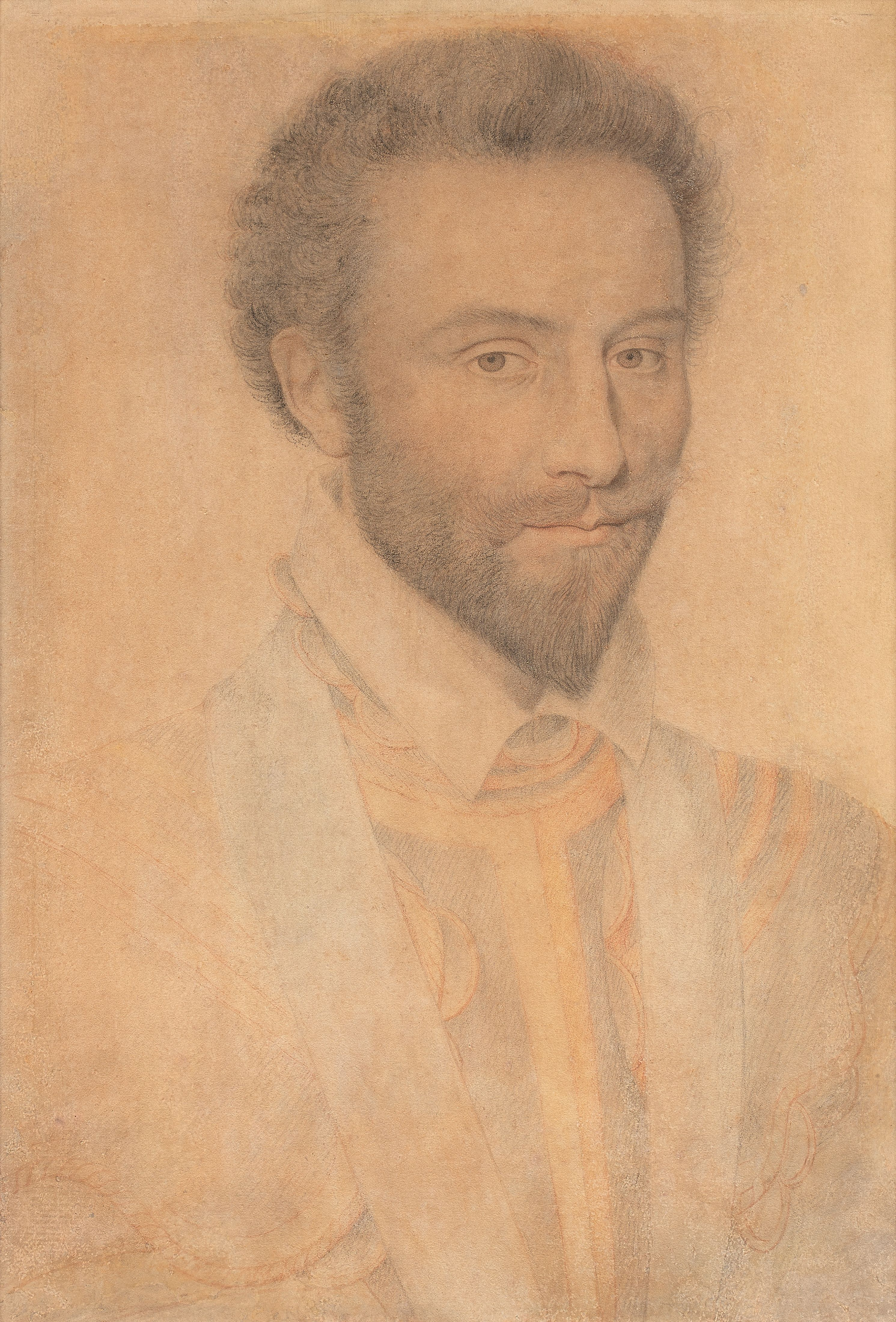
Бернар де Ногаре де ла Валет. Между 1584 и 1585. Бумага, акварель, итальянский карандаш, мел, сангина. Частное собрание
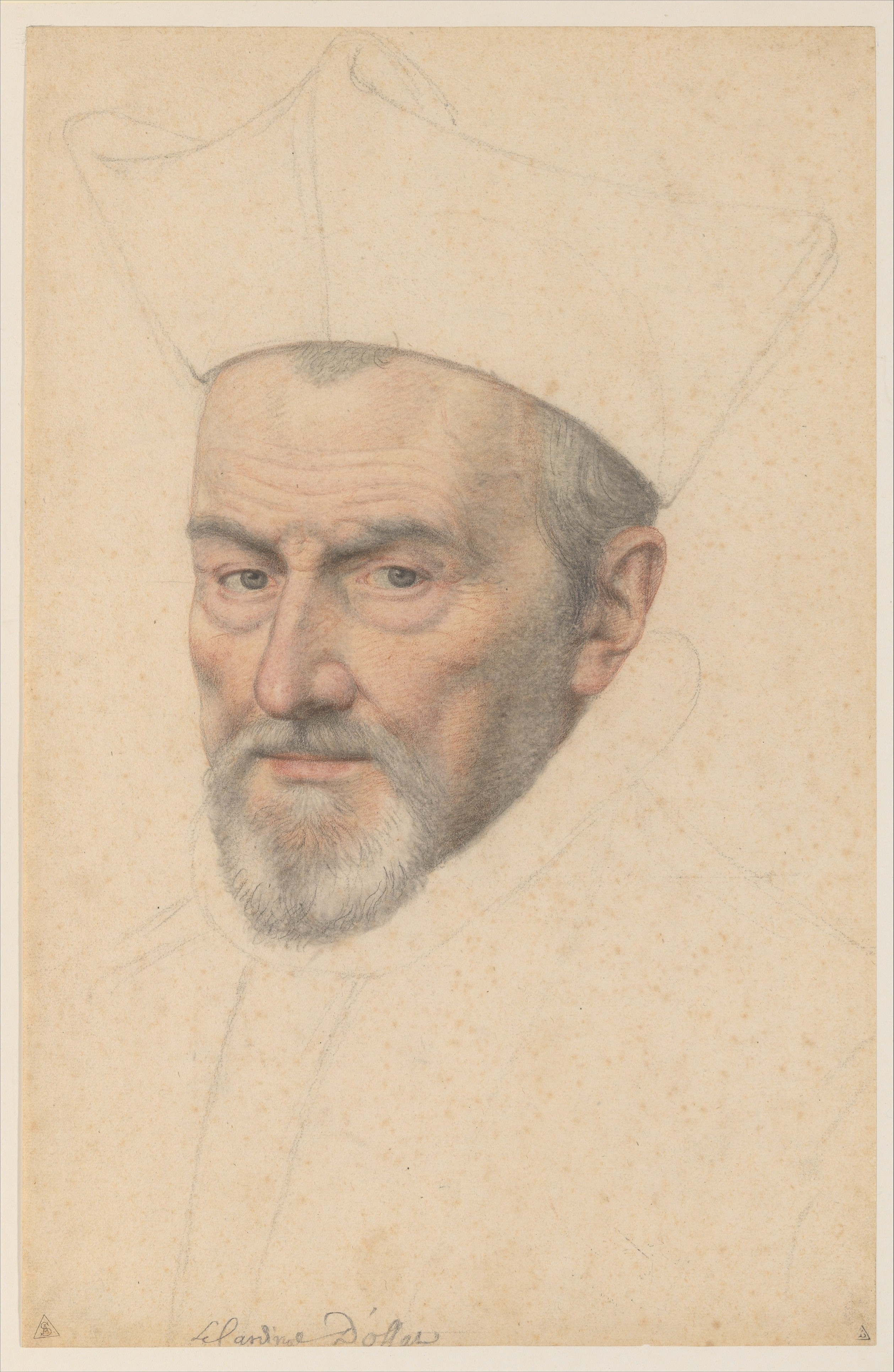
Кардинал де Осса. Между 1601 и 1646. Бумага, итальянский карандаш, сангина. Метрополитен-музей, Нью-Йорк